# Abraham González
Abraham González Casanova (Barcellona, 16 luglio 1985) è un ex calciatore spagnolo, di ruolo centrocampista.

## Carriera
Ha giocato nella Primera División spagnola con Barcellona ed Espanyol.